# Liste der Baudenkmäler in Sand am Main
Auf dieser Seite sind die Baudenkmäler in der unterfränkischen Gemeinde Sand am Main zusammengestellt. Diese Tabelle ist eine Teilliste der Liste der Baudenkmäler in Bayern. Grundlage ist die Bayerische Denkmalliste, die auf Basis des Bayerischen Denkmalschutzgesetzes vom 1. Oktober 1973 erstmals erstellt wurde und seither durch das Bayerische Landesamt für Denkmalpflege geführt wird. Die folgenden Angaben ersetzen nicht die rechtsverbindliche Auskunft der Denkmalschutzbehörde.
 Diese Liste gibt den Fortschreibungsstand vom 15. April 2020 wieder und enthält dreizehn Baudenkmäler.

## Baudenkmäler
| Lage                                                                                     | Objekt                                     | Beschreibung | Akten-Nr.              | Bild                                       |
| ---------------------------------------------------------------------------------------- | ------------------------------------------ | --- | ---------------------- | ------------------------------------------ |
| Fischersberg, auf dem Hermannsberg (Standort)                                            | Lourdeskapelle, sogenanntes Käpelle        | Sandsteinquaderbau mit polygonalem Schluss, bezeichnet mit „1893“. | D-6-74-195-14 Wikidata | Lourdeskapelle, sogenanntes Käpelle        |
| Nähe Geschwister-Scholl-Ring, an der Straße nach Limbach (Standort)                      | Säulenbildstock                            | Vierseitiger Aufsatz mit Kreuzigung und den Heiligen Barbara, Maria, Johann und Petrus, Sandstein, 1740. | D-6-74-195-10 Wikidata | weitere Bilder                             |
| Kirchplatz 1 (Standort)                                                                  | Katholische Pfarrkirche St. Nikolaus       | Saalkirche mit eingezogenem Chor, Sattel- und Walmdach, Chorflankenturm mit Zwiebelhaube, Werksteingliederungen in Sandstein, 1727–1733, Langhaus 1926 von Rudolf Hofmann (Würzburg) umgebaut; mit Ausstattung. | D-6-74-195-1 Wikidata  | weitere Bilder                             |
| Kirchplatz 1, auf dem Kirchplatz (Standort)                                              | Kriegerdenkmal für 1870/71 mit Mariensäule | Auf Inschriftsockel, Sandstein, bezeichnet mit „1898“. | D-6-74-195-7 Wikidata  | Kriegerdenkmal für 1870/71 mit Mariensäule |
| Kirchplatz 10 (Standort)                                                                 | Wohnhaus                                   | Zweigeschossiger und giebelständiger Satteldachbau mit Fachwerkobergeschoss, 18. Jahrhundert. | D-6-74-195-3 Wikidata  | Wohnhaus                                   |
| Kirchplatz 17 (Standort)                                                                 | Wohnhaus                                   | Eingeschossiger und giebelständiger Satteldachbau mit Fachwerkgiebel, 18. Jahrhundert. | D-6-74-195-4           | Wohnhaus                                   |
| Sandgasse 2 (Standort)                                                                   | Gasthof zum Schiff                         | Zweigeschossiger Walmdachbau in Ecklage mit Fachwerkobergeschoss, 18. Jahrhundert, überbaute Durchfahrt bezeichnet mit „1894“, Ausleger, Schmiedeeisen, klassizistisch, um 1800.                                | D-6-74-195-6 Wikidata  | Gasthof zum Schiff                         |
| Sandgasse (Standort)                                                                     | Tabernakelbildstock auf Inschriftsockel    | Rückwand mit Kruzifix, Sandstein, Rokoko, 1750, 1955 erneuert. Oberer Aufsatz im Jahr 2022 durch Vandalismus zerstört, 2024 erneuert.                                                                           | D-6-74-195-2 Wikidata  | Tabernakelbildstock auf Inschriftsockel    |
| Nähe Staatsstraße 2427, an der Straße nach Zeil (Standort)                               | Bildstock                                  | Säule auf Inschriftsockel, Aufsatz mit heiligem Georg, Kreuzigung und Heiligen, Sandstein, neugotisch, um 1860/70.                                                                                              | D-6-74-195-9 Wikidata  | Bildstock                                  |
| Steigerwaldstraße (Standort)                                                             | Wegkreuz                                   | Viernageltypus auf gebauchtem Inschriftsockel, Sandstein, bezeichnet mit „1948“. | D-6-74-195-13 Wikidata | Wegkreuz                                   |
| Unterer Wasen, an der Straße nach Zell (Standort)                                        | Säulenbildstock                            | Aufsatz mit Dreifaltigkeitsbild, auf Inschriftsockel, Sandstein, 1859 von Johann Schlichthörlein, 1959 restauriert.                                                                                             | D-6-74-195-11 Wikidata | Säulenbildstock                            |
| Zeiler Straße 24 (Standort)                                                              | Gasthaus zur Krone                         | Zweigeschossiger und giebelständiger Krüppelwalmdachbau, 18. Jahrhundert, Ausleger, Schmiedeeisen, spätbarock, bezeichnet mit „1781“.                                                                           | D-6-74-195-5 Wikidata  | Gasthaus zur Krone                         |
| Nähe Zeiler Straße, oberhalb der Straße nach Zeil, gegenüber Zeiler Straße 34 (Standort) | Wegkapelle                                 | Segmentbogige Nische mit Pietà auf Inschriftsockel, Sandstein, neuromanisch, 1876. | D-6-74-195-8 Wikidata  | Wegkapelle                                 |